# Droga do Szwecyjej Namożniejszego w północnych krainach Pana, Zygmunta III, polskiego i szwedzkiego Króla, odprawiona w roku 1594
Droga do Szwecyjej Namożniejszego w północnych krainach Pana, Zygmunta III, polskiego i szwedzkiego Króla, odprawiona w roku 1594 – poemat barokowy Andrzeja Zbylitowskiego opublikowany w Krakowie w 1597 roku. Opisuje tytułową podróż Zygmunta III Wazy do Szwecji (Wisłą w kierunku Gdańska, postój w tym mieście, podróż przez Morze Bałtyckie, pobyt w Skandynawii, śmierć ojca Zygmunta – Jana III Wazy, koronację nowego władcy i powrót do Polski). Całość składa się z czterech ksiąg.
Autor, będący uczestnikiem tej podróży, połączył kilka gatunków literackich w jednym utworze. Wzorował się zarówno na renesansowym modelu homerycko-wergiliańskiego eposu, jak i na typowej narracji kronikarskiej. Opisał drobiazgowo całą podróż, w tym wszystkie mijane miejscowości, wymienił uczestników wyprawy, opisał ceremonię koronacyjną. Jednocześnie do utworu wplótł liczne motywy antyczne, zwłaszcza we fragmentach opisujących sztormy i morze. W poemacie pojawiają się także postacie mitologiczne: Neptun, Eol, Boreasz. Czas narracji zostaje momentami poszerzony o retrospekcje. Opis morza – będącego w utworze żywiołem bardzo niebezpiecznym – wzorował na Eneidzie Wergiliusza i na Pamiątkach Janowi hrabi na Tęczynie Jana Kochanowskiego. Ze względu na te opisy poemat sytuuje się w obrębie kształtującej się wówczas polskiej literatury marynistycznej.